# L'Amour en première page

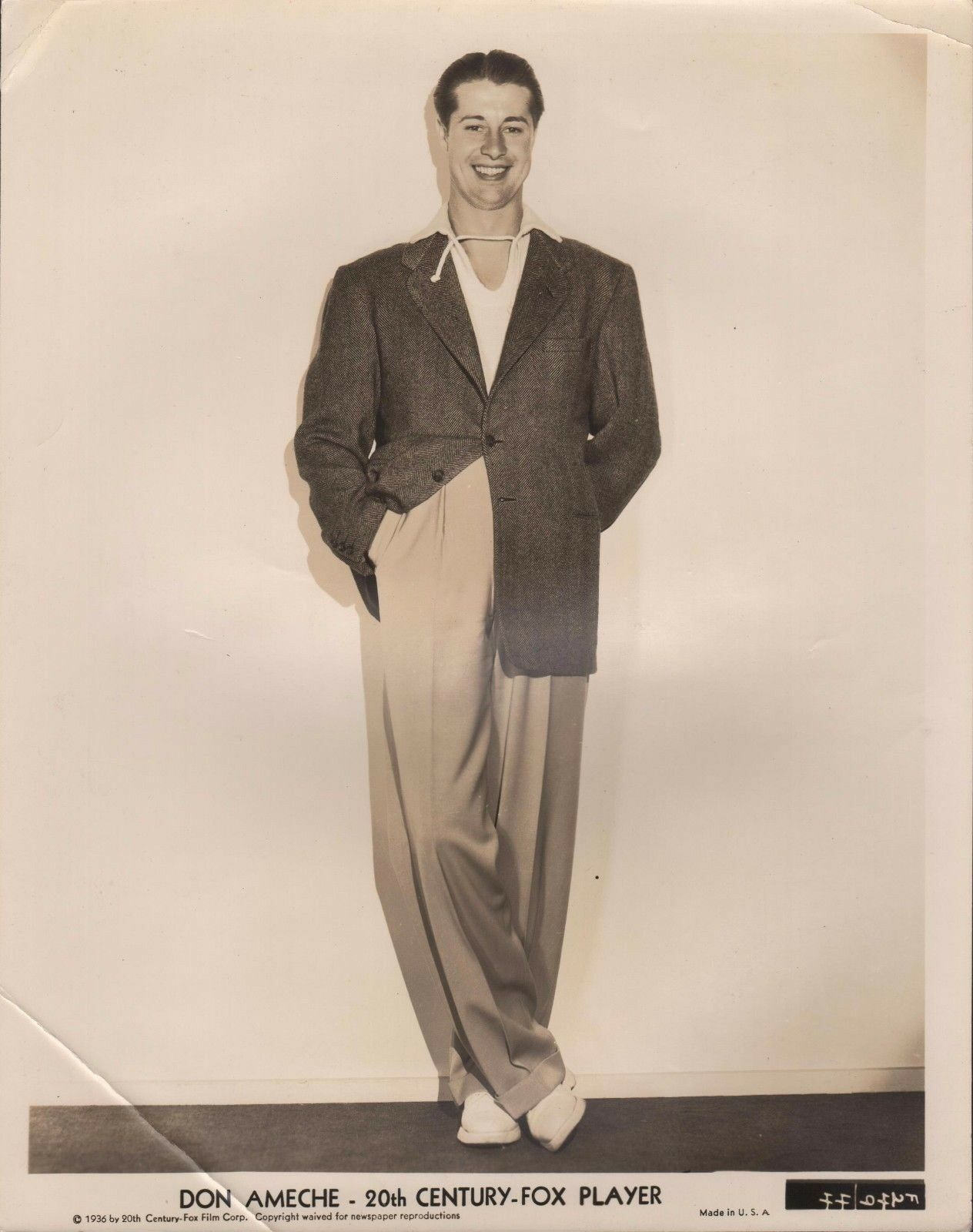
Le jeune Don Ameche

L'Amour en première page (titre original : Love Is News) est un film américain réalisé par Tay Garnett, sorti en 1937.

## Synopsis
Pour se venger d'un journaliste qui lui a consacré un article qui lui a déplu, une jeune milliardaire annonce ses fiançailles avec ledit journaliste, qui devient à son tour la proie de ses confrères. Tout finira par un mariage entre la milliardaire et le journaliste.

## Fiche technique
- Titre : L'Amour en première page
- Titre original : Love Is News
- Réalisation : Tay Garnett
- Scénario : Harry Tugend et Jack Yellen d'après une histoire de William R. Lipman et Frederick Stephani
- Direction artistique : Rudolph Sternad
- Costumes : Royer et Sam Benson
- Musique : David Buttolph
- Photographie : Ernest Palmer
- Montage : Irene Morra
- Production : Earl Carroll et Harold Wilson
- Société de production : Twentieth Century Fox
- Pays d'origine : États-Unis
- Format : Noir et blanc - Mono
- Genre : Comédie
- Durée : 72 minutes
- Date de sortie : 
  - États-Unis : 6 mars 1937

## Distribution
- Tyrone Power : Steve Layton (le journaliste)
- Loretta Young : Toni Gateson (la riche héritière)
- Don Ameche : Marty Canavan
- Slim Summerville : Juge Hart
- Dudley Digges : Cyrus Jeffrey
- Walter Catlett : Eddie Johnson
- George Sanders : Comte Andre de Guyon
- Jane Darwell : Mme Flaherty
- Stepin Fetchit : Penrod
- Pauline Moore : Lois Westcott
- Elisha Cook Jr. : Egbert Eggleston
- Frank Conroy : A.G. Findlay
- Edwin Maxwell : Kenyon
- Charles Williams : Joe Brady
- Julius Tannen : Logan
- Charles Coleman : Bevins
- Frederick Burton : J. D. Jones

Acteurs non crédités
- Davison Clark : Imprimeur
- Fred Kelsey : Policier
- Etta McDaniel : Femme obtenant une licence de mariage
- Emmett Vogan : Vendeur